# Дон Санчо Арагонский
«Дон Санчо Арагонский» (фр. Don Sanche d’Aragon) — пьеса французского драматурга Пьера Корнеля, впервые поставленная на сцене в 1649 году. Автор назвал её «героической комедией» (это была попытка создать «средний жанр» между комедией и трагедией.
Действие пьесы происходит в средневековой Испании (литературоведы пишут о возвращении Корнеля «в атмосферу „Сида“»). Главный герой — сын простого рыбака по имени Карлос, который совершает подвиги на войне и завоёвывает любовь кастильской принцессы. Только в финале он узнаёт, что его настоящий отец — король Арагона. До этого момента Карлос не стыдится своего низкого происхождения и бросает вызов аристократам.
«Дон Санчо» с его демократическими мотивами оказал влияние на романтические испанские пьесы Виктора Гюго — «Эрнани» и «Рюи Блаз».